# MELOS
MELOS (por sus siglás en inglés, Mars Exploration dengan Lander-Orbiter Synergy) es un proyecto de exploración de Marte por parte de la Agencia Japonesa de Exploración Aeroespacial. Se trata de un grupo de sondas que trabajarán en conjunto: Dos orbitadores y un rover.
Uno de los orbitadores estudiará la evolución de la atmósfera y su escape paulatino del planeta. El otro hará estudios meteorológicos.
El rover será puesto en la superficie en un cañón llamado Melas Chasma (un cañón de Valles Marineris), recorriendo la zona.
Una característica sobresaliente es el plan del aterrizaje del rover, que será realizado en su última etapa utilizando retropopulsores, similar al Sky Crane de Curiosity.